# Class 365
De British Rail Class 365 is een in Groot-Brittannië gebruikt treinstel bestemd voor personenvervoer.

## Vloot
| Operator       | Aantal               | Nummers                     | Opmerkingen                                                 |
| -------------- | -------------------- | --------------------------- | ----------------------------------------------------------- |
| First Northern | 39 (1 buiten dienst) | 365501-365525 365527-365541 | 1 onherstelbaar beschadigd na een ongeluk nabij Potters Bar |

## Namen
Enkele treinstellen hebben specifieke namen.
- 365 506 - "The Royston Express"[4]
- 365 513 - "Hornsey Depot"
- 365 514 - "Captain George Vancouver"
- 365 518 - "The Fenman"
- 365 527 - "Robert Stripe - Passengers' Champion"
- 365 530 - "The Interlink Partnership"
- 365 536 - "Rufus Barnes - 25 jaar Topman van "London Travelwatch"